# Шевский остров
Шевский остров (укр. Шевський острів) — остров на реке Днепр напротив устья Самары в черте города Днепр (Украина).

## Название
Существует предположение, что изначальным названием острова могло быть Швецкий (укр. Швецький), якобы от швецов, которые некогда тут жили. Однако известный днепровский историк и краевед М. Э. Кавун ставит под сомнение такую версию, подчёркивая странность выбора предполагаемыми швецами такого места проживания, и настаивает на автохтонности топонима Шевский, происхождение которого неизвестно. В документах советского периода также встречается ошибочное написание «Шефский», которое получило значительное распространение в среде жителей Днепра.

## Описание
Расположен к востоку Монастырского острова и к северо-западу от Алексеевского (другие названия — Гринев, Самарский, Старуха). К востоку и северо-востоку от Шевского непосредственно в устье Самары расположена группа небольших островов, бывшая ранее единым Усть-Самарским островом.
В прошлом ниже этих островов перед левым берегом Днепра располагалась так называемая Серибная коса, полностью затопленная при образовании Днепровского водохранилища, а напротив неё вдоль правого берега Днепра тянулся ныне почти полностью затопленный большой остров Становой.
Шевский остров в 1930—1970-х годах был популярной зоной отдыха  жителей Днепропетровска: с правого берега Днепра в парке им. Шевченко сюда была организована лодочная переправа, регулярно ходил теплоход, работали пляжи. С конца 1980-х годов остров в запустении. Сейчас он густо зарос растительностью, в середине — заброшенный парковый павильон в стиле «сталинского ампира». Ныне это хорошее место для рыболовли, «дикого отдыха». Добраться к острову можно только катером. В зимний период при достаточной толщине льда — пешком.

## Комментарии
1. ↑  В частности, иногда происхождение топонима Шевский объясняется неправильной передачей «истинного» названия Шефский.